# Santuário de Nossa Senhora da Paz
O Santuário de Nossa Senhora da Paz é um santuário mariano e local de peregrinação localizado na atual freguesia de Vila Chã, no município de Ponte da Barca e Distrito de Viana do Castelo, situando-se a cerca de 10 km de distância da sede do município, a vila de Ponte da Barca, e numa entrada do Parque Nacional da Peneda-Gerês.
O Santuário faz memória dos acontecimentos que levaram à sua fundação, ou seja, as aparições de Nossa Senhora da Paz a Severino Alves em 10 e 11 de maio de 1917. 

## Narrativa das aparições

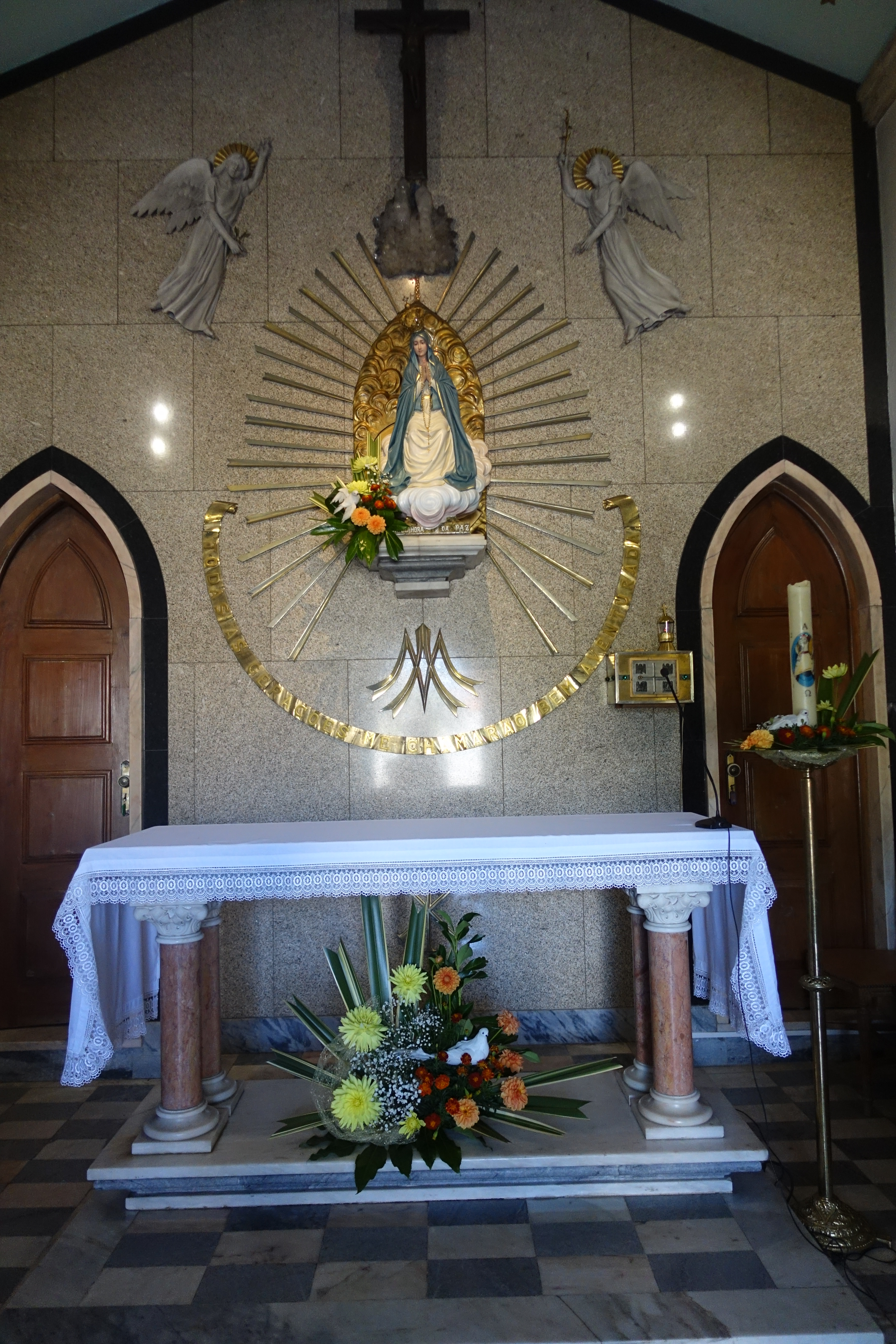
O altar do Santuário de Nossa Senhora da Paz do Barral, em Ponte da Barca.

O protagonista do caso foi um pobre pastorinho, de nome Severino Alves, de dez anos de idade, filho de uma pobre e virtuosa viúva, e irmão de mais outros seis, todos eles muito tementes a Deus. No dia 10 de maio de 1917, deviam ser oito horas da manhã, ia esse rapazinho a caminho do monte rezando o terço, como costumava fazer, quando numa ramada próxima da Ermida de Santa Marinha, sentiu um relâmpago que o impressionou. Dá mais alguns passos, atravessa um portelo e defronta uma Senhora, sentada, com as mãos postas, tendo o dedo maior da mão direita destacado, em determinada direção. O seu rosto era lindo como nenhum outro, toda Ela cheia de luz e esplendor, de maneira a confundir vista, cobrindo-lhe a cabeça um manto azul e o resto do corpo um vestido branco. Logo que o pequeno vidente a viu, caiu para o lado surpreendido com tal acontecimento. Readquirindo ânimo, levantou-se, e exclamou: “Jesus Cristo!”. Nesse mesmo instante desapareceu a Visão. O pároco da localidade, que não parecia ser um espírito que facilmente se dominava por factos, que não parecessem credíveis, ouviu com atenção o rapazinho, não só atendendo á fama de bem comportado, que gozava na localidade, mas atendendo à sinceridade e à precisão com que relatou tudo o que viu. O pároco aconselhou-o, finalmente, a que voltasse ao lugar da Aparição e pedisse a essa Visão que o informasse quem era. No dia seguinte ao da primeira Aparição, dia 11 de maio de 1917, uma sexta-feira, deviam ser também oito horas da manhã, pois ia soltar as ovelhas e os carneiros a fim de os levar para o monte, sem que sentisse relâmpago algum, quando atravessava o portelo, deparou-se com a mesma Senhora, que estava sentada no mesmo sítio do dia anterior. Nesse dia, 11 de maio, Severino foi ao local, à mesma hora, mas já preparado pelo seu pároco, a quem logo terá contado do sucedido. Ao ver de novo a dita senhora, ajoelhou-se e disse: “Quem falou ontem fale hoje”. Perante a firmeza da frase, “a Aparição com uma voz que era um misto de rir e cantar, diferente do falar de todos os mortais que tem visto, tranquilizou-o dizendo-lhe: "Não te assustes. Sou Eu, menino". E acrescentou: ‘Diz aos pastores do monte que rezem sempre o terço, e que os homens e mulheres cantem a Estrela do Céu. E as Mães que têm filhos lá fora, que rezem o terço, cantem a Estrela do Céu e se apeguem comigo, que hei-de acudir ao Mundo e aplacar a guerra' ”. Depois de dizer o que fica escrito, sem que a criança tivesse mais tempo para formular uma resposta além de: “Sim, Senhora”, a Visão, olhando para uma ramada, acrescentou: “Que gomos tão lindos, que cachos tão bonitos!”. Mal o pastorinho tinha olhado para a ramada, voltando a cabeça, já a Visão tinha desaparecido. O privilegiado vidente foi imediatamente avisar do acontecido às mães dos filhos da localidade que estavam no exército. A comoção do pequeno teria sido tamanha que depois destes factos, nunca mais quis voltar sozinho ao sítio da Aparição. Às perguntas feitas, o rapazinho respondia sempre da mesma forma: “Se quiserem acreditar, que acreditem, se não quiserem que não acreditem”, e acrescentava: “Eu fiz a minha obrigação, avisando como me mandaram”.

### De 1917 até ao Cinquentenário das Aparições (1967)
As primeiras multidões de devotos dirigem-se a partir do momento em que o relato chega aos jornais A Ordem (Porto - 9 de junho de 1917) e Echos do Minho (Braga - 17 de junho de 1917), muito antes de serem publicadas as primeiras notícias sobre as aparições de Fátima. 
"No Barral, as pessoas, de forma muito zelosa, mantiveram-se fiéis e cumpriram as orientações do senhor arcebispo primaz de Braga, que recomendava contenção, reserva e que aguardassem as orientações das autoridades eclesiásticas, e nunca tomaram a liberdade de colocar, sequer, à veneração popular uma imagem".
Após uma elevada afluência de peregrinos, apenas 50 anos depois da Aparição foi autorizada a colocação de uma imagem num nicho - no local das duas aparições. É ainda por esta altura, década de 1960, que é realizada um comunicado sobre as "Aparições do Barral", o qual é levado ao Congresso Mariano Internacional, por ocasião do Cinquentenário das Aparições de Fátima. É despertado, de novo, o interesse de muitos perante algo que ficara "esquecido".

## Galeria

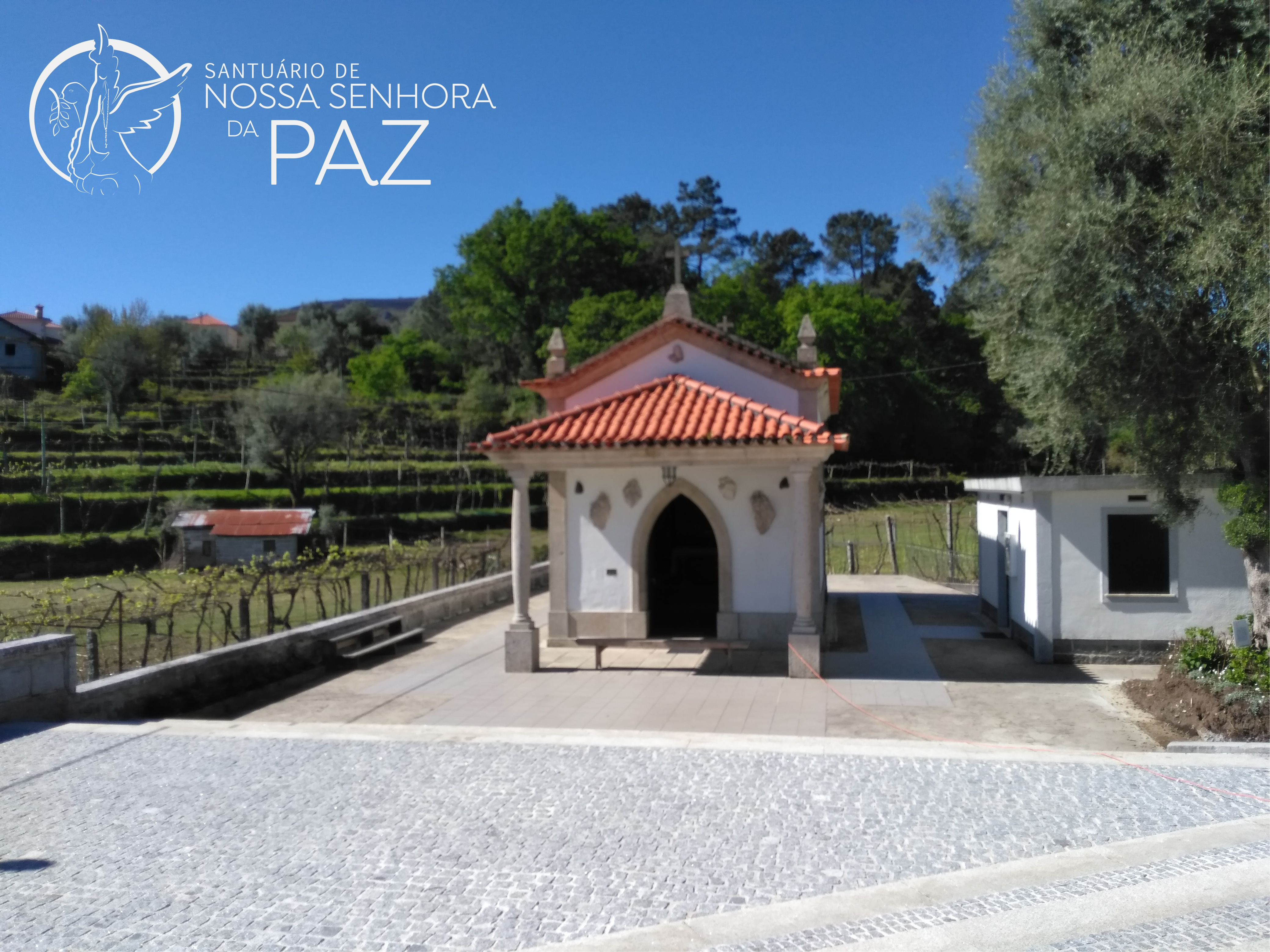
Capelinha de Nossa Senhora da Paz
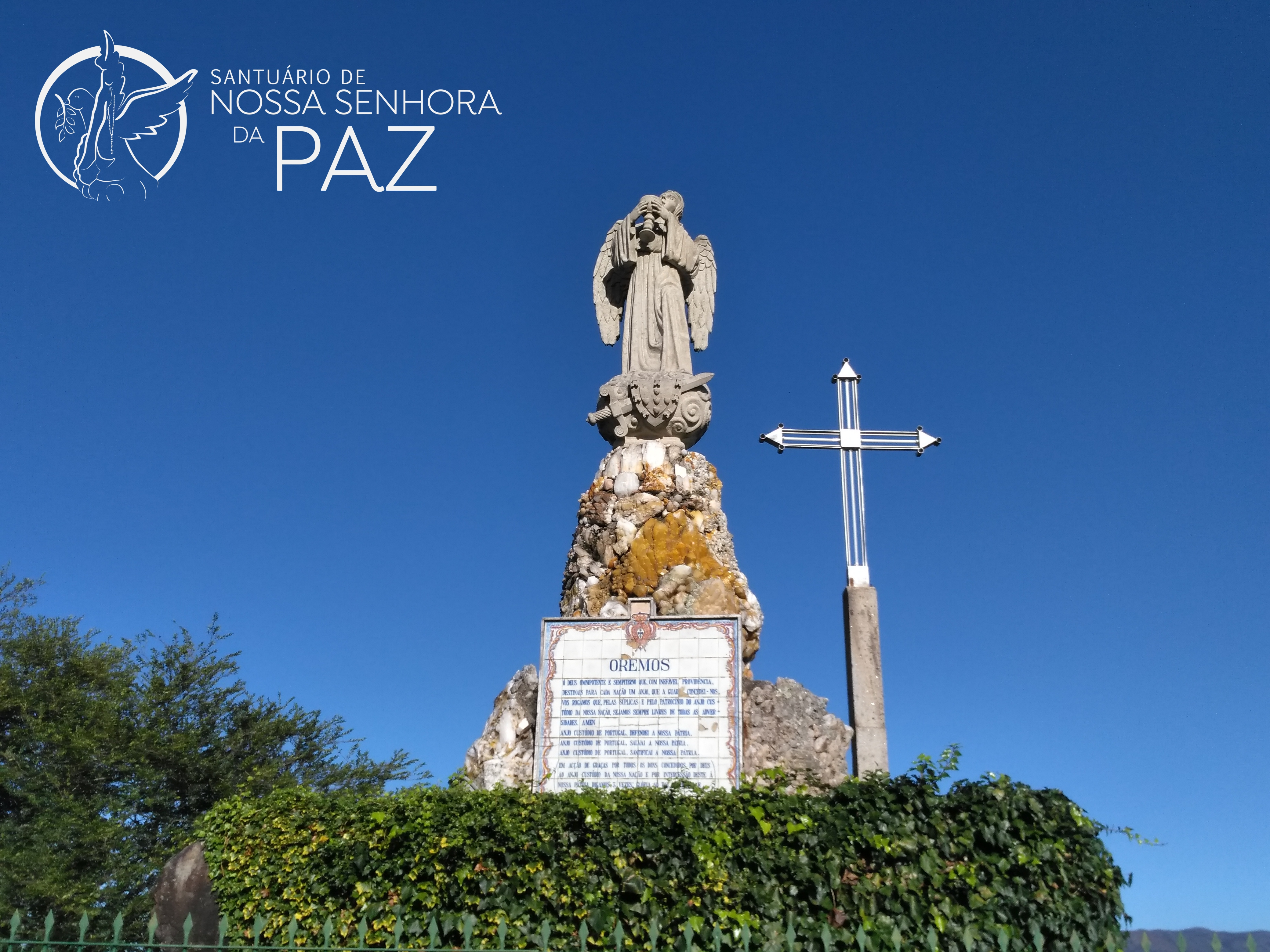
Monumento ao Anjo Padroeiro de Portugal
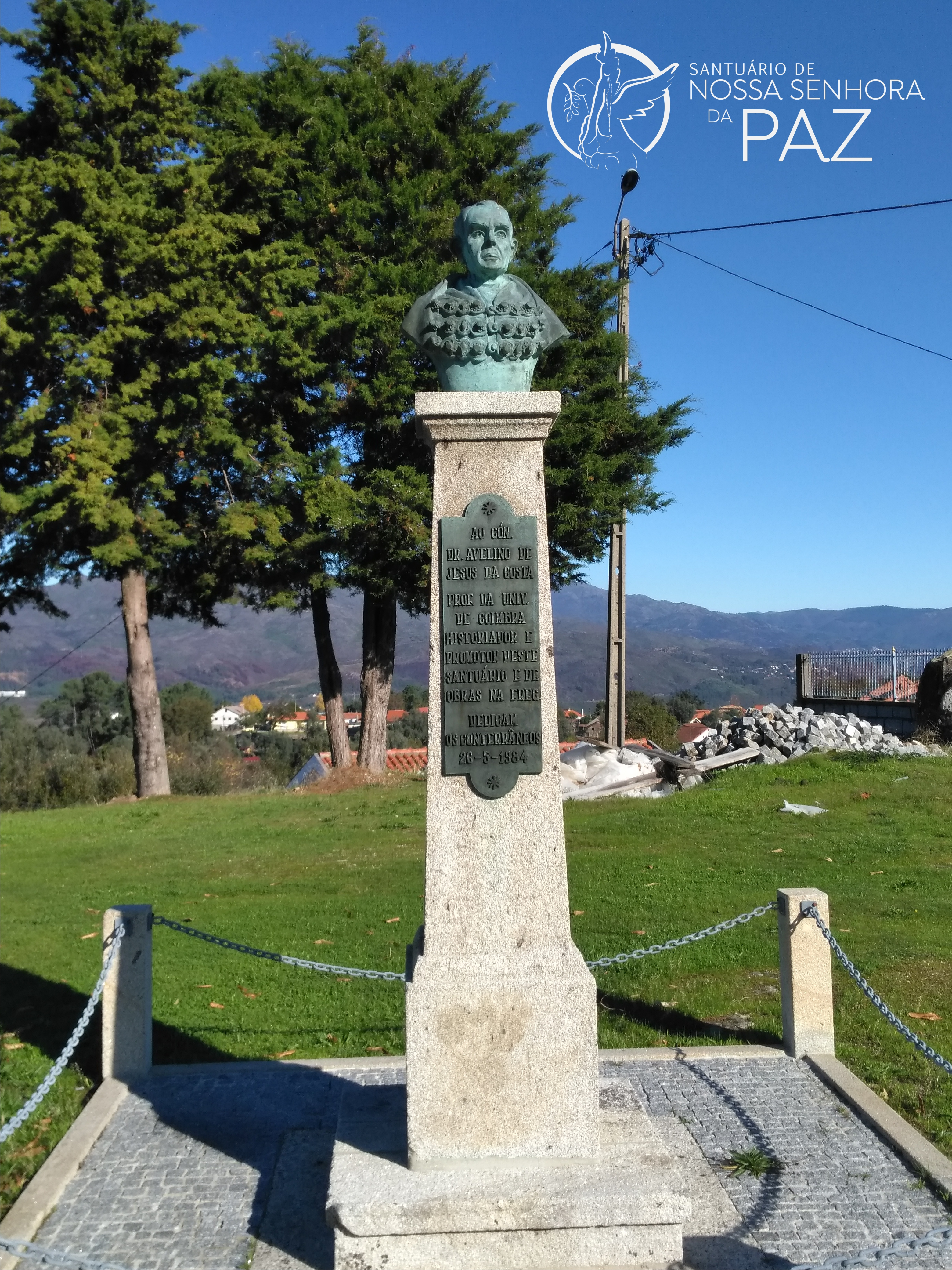
Busto de Homenagem ao Cónego Prof. Dr. Avelino de Jesus da Costa
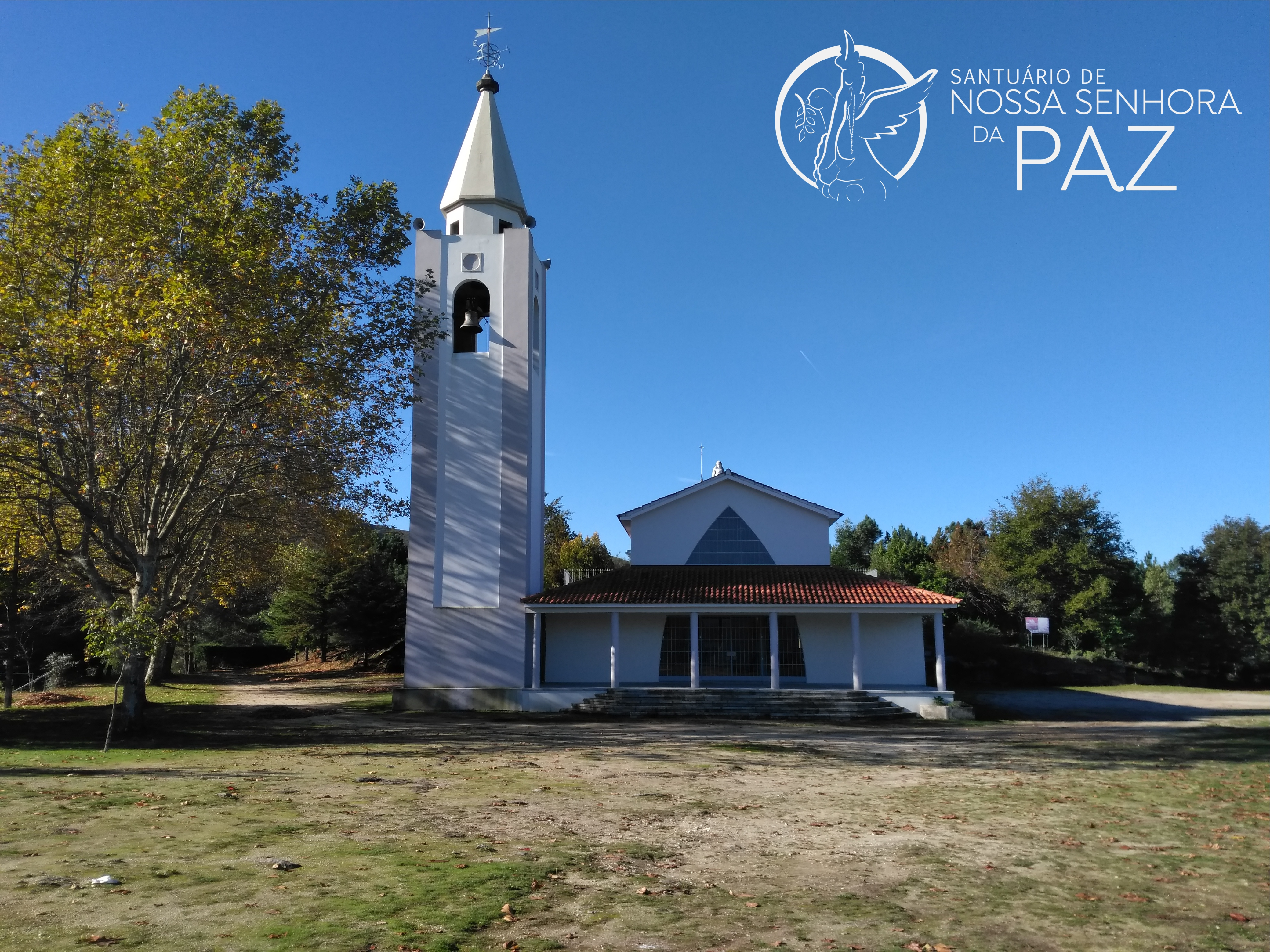
Vista Exterior da Igreja Imaculado Coração de Maria
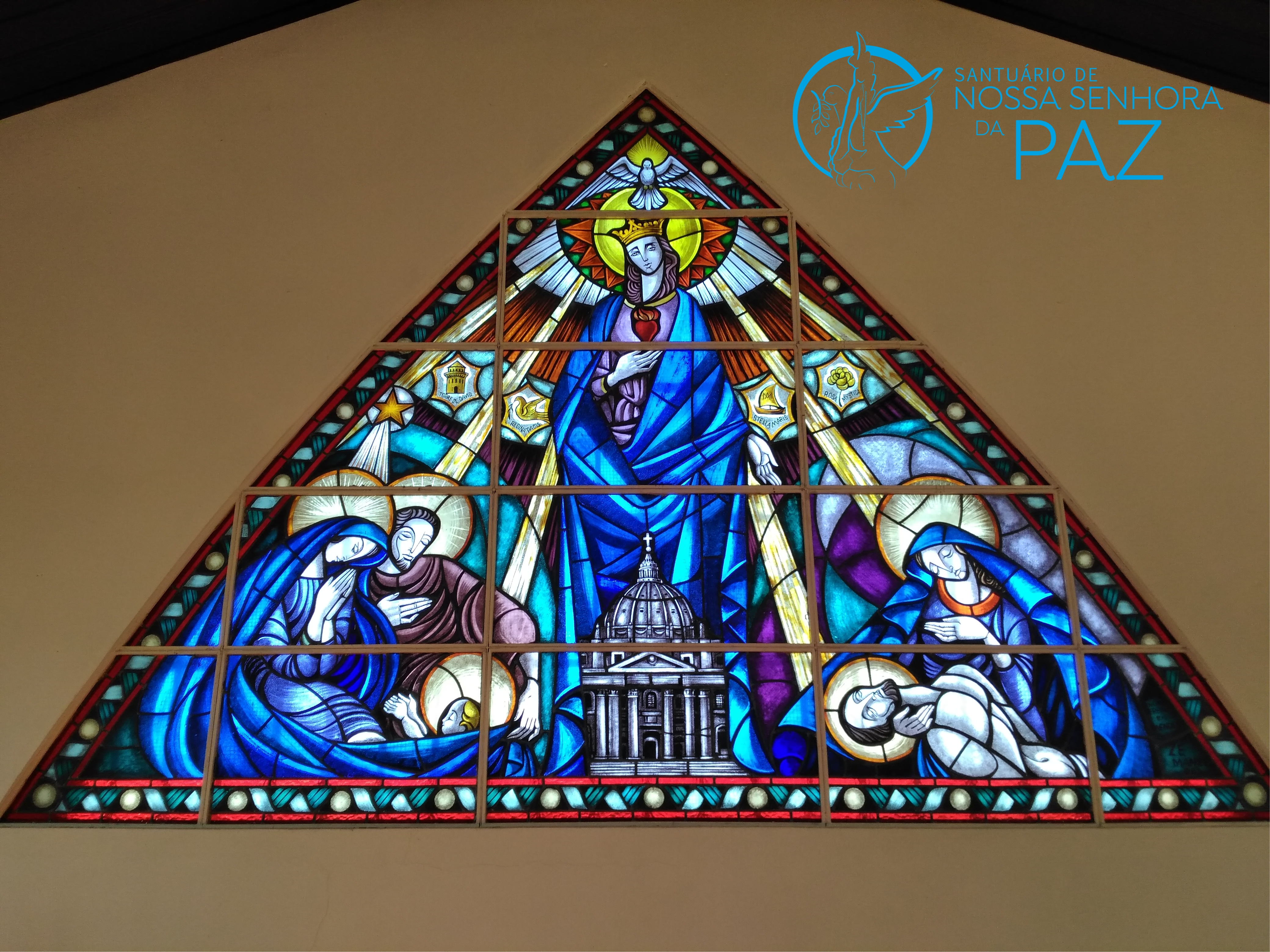
Vitral da Igreja Imaculado Coração de Maria
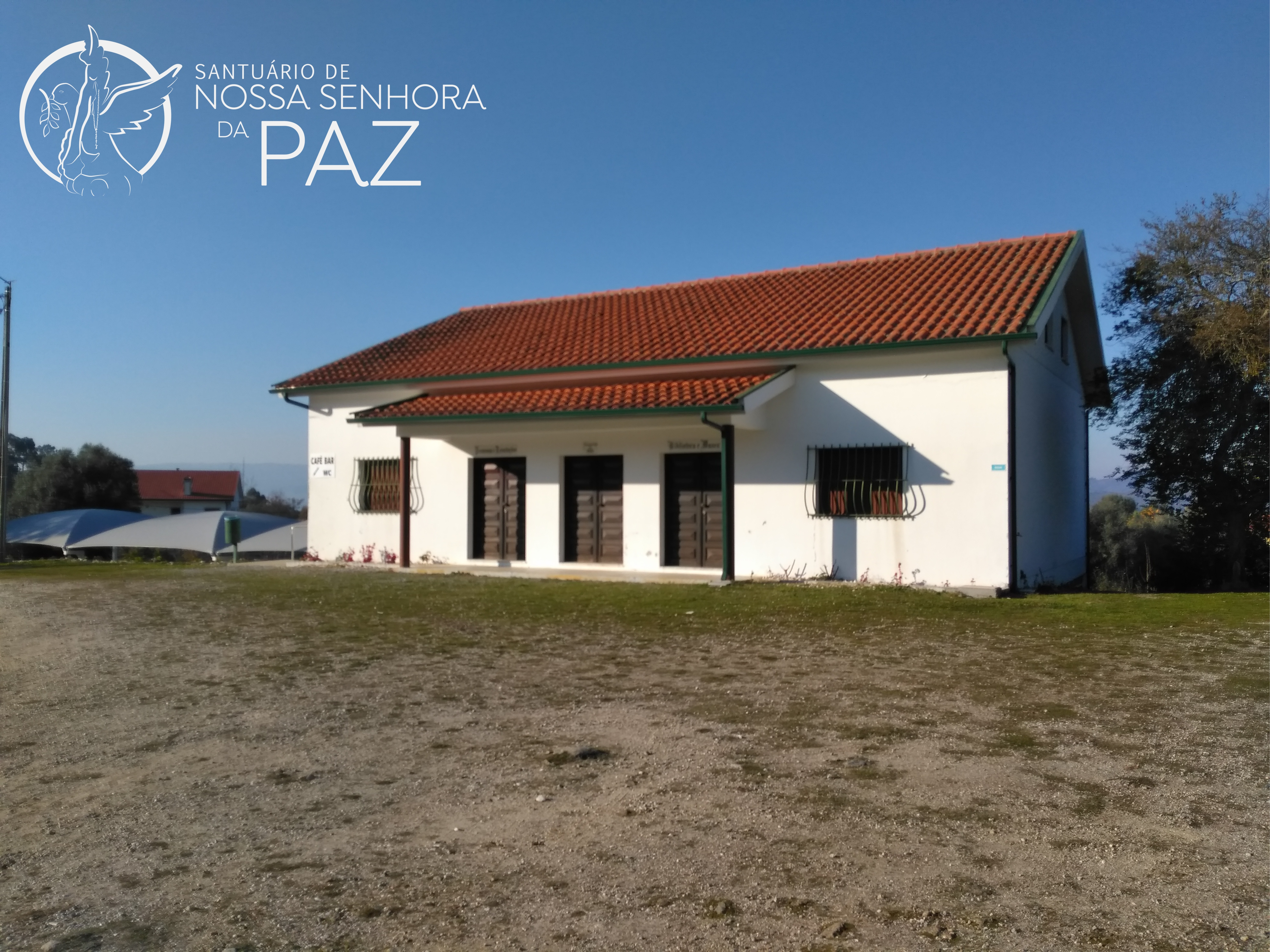
Vista Exterior do Museu do Quartzo
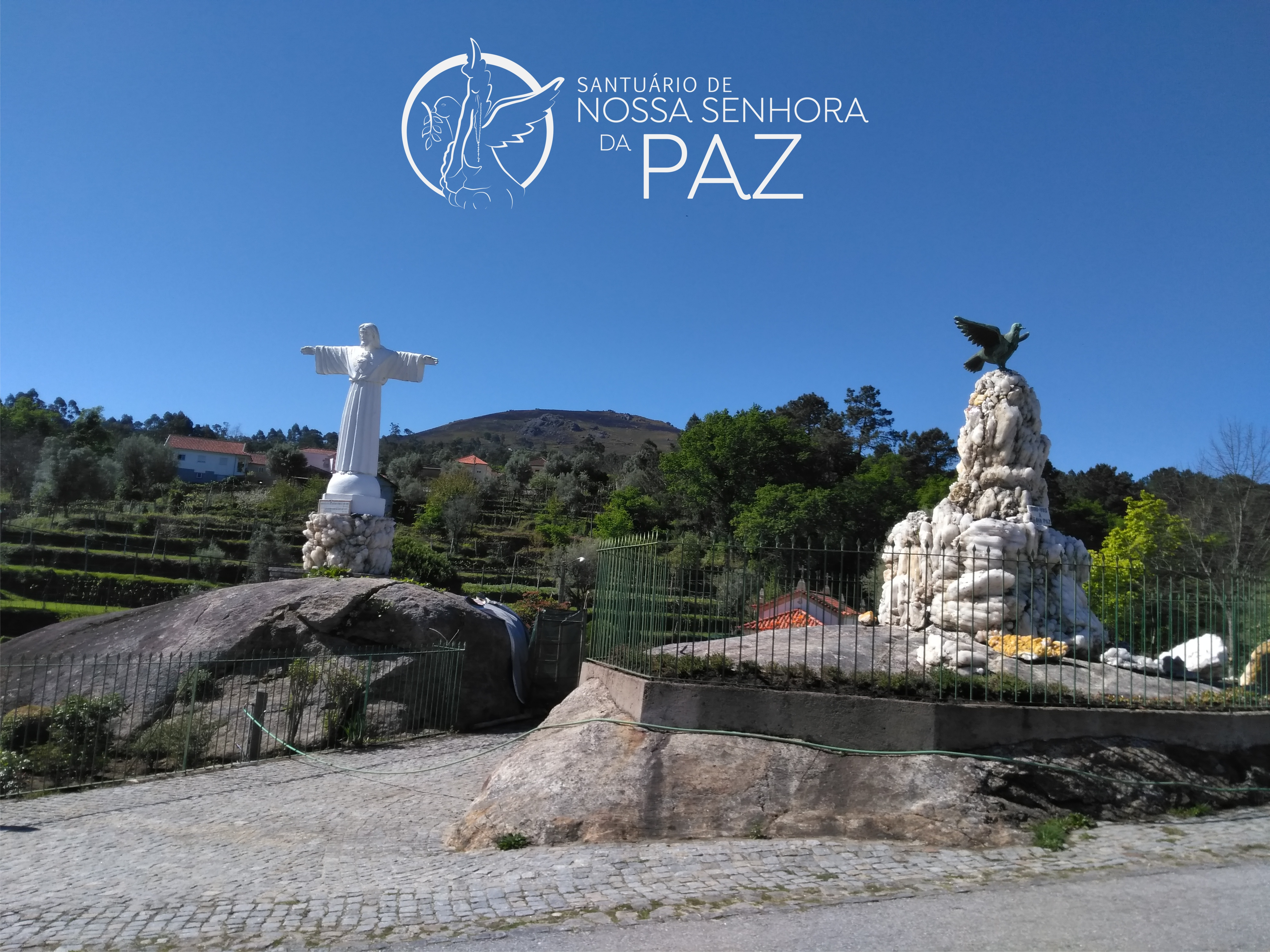